# Coupe de la Ligue française de football 2015-2016
Navigation
Coupe de la Ligue 2014-2015 Coupe de la Ligue 2016-2017
La coupe de la Ligue de football 2015-2016 est la 22e édition de la coupe de la Ligue de football française, organisée par la LFP.
Les deux premiers tours préliminaires se disputent le 11 et le 25 août. La phase finale, quant à elle, débute avec les seizièmes de finale le 28 octobre 2015 pour se terminer avec une finale jouée le samedi 23 avril 2016.

## Déroulement de la compétition

### Calendrier
| Tour                        | Nom                 | Date             | Participants        |
| Tours préliminaires (2015)  |                     |                  |                     |
| 1                           | Premier tour        | 11 août          | 24                  |
| 2                           | Deuxième tour       | 25 août          | 12                  |
| 3                           | Seizièmes de finale | 27 / 28 octobre  | 20 (6+14 de L1)     |
| Phase finale (2015 et 2016) |                     |                  |                     |
| 1                           | Huitièmes de finale | 15 / 16 décembre | 16 (10+6 européens) |
| 2                           | Quarts de finale    | 12 / 13 janvier  | 8                   |
| 3                           | Demi-finales        | 26 / 27 janvier  | 4                   |
| 4                           | Finale              | samedi 23 avril  | 2                   |

### Participants
| Clubs de Ligue 1 (20)     | arrivent au premier tour      |
| arrivent en 8e de finale  | Clubs de Ligue 2 (20)         |
| ------------------------- | ----------------------------- |
| Paris Saint-Germain T     | Évian Thonon Gaillard FC      |
| Olympique lyonnais        | FC Metz                       |
| AS Monaco                 | RC Lens                       |
| Olympique de Marseille    | Dijon FCO                     |
| AS Saint-Étienne          | AS Nancy-Lorraine             |
| Girondins de Bordeaux     | Stade brestois                |
| arrivent en 16e de finale | Le Havre AC                   |
| Montpellier HSC           | Stade lavallois MFC           |
| Lille OSC                 | AJ Auxerre                    |
| Stade rennais FC          | FC Sochaux                    |
| EA Guingamp               | Chamois Niortais FC           |
| OGC Nice                  | Clermont FA                   |
| SC Bastia                 | Nîmes Olympique               |
| SM Caen                   | US Créteil-Lusitanos          |
| Football Club Nantes      | Tours FC                      |
| Stade de Reims            | Valenciennes FC               |
| FC Lorient                | AC Ajaccio                    |
| Toulouse FC               | Red Star FC                   |
| ES Troyes AC              | Paris FC                      |
| GFC Ajaccio               | F Bourg-en-Bresse Péronnas 01 |
| Angers SCO                | National (4)                  |
|                           | US Orléans                    |
|                           | LB Châteauroux                |
|                           | AC Arles-Avignon              |
|                           | CA Bastia                     |

### Règlement
Chaque tour se déroule en un seul match. En cas d'égalité, une prolongation de 2 périodes de 15 minutes est disputée. Si l'égalité persiste, une séance de tirs au but départage les 2 équipes.

## Résultats

### Tours préliminaires

#### Premier tour
Les vingt équipes de Ligue 2 et les quatre équipes professionnelles de National (à savoir les trois relégués de la saison de Ligue 2 précédente et le CA Bastia, relégué de la saison 2013-2014) doivent participer au premier tour de cette coupe de la Ligue.
Le tirage au sort de ce tour a lieu le jeudi 16 juillet 2015 au stade Charléty. Les matchs sont joués le mardi 11 août 2015.
Le 6 août, la LFP officialise la non-participation d'Arles-Avignon, qui vient de déposer le bilan : en effet, un article du règlement de la coupe stipule que seules les équipes ayant un statut professionnel peuvent y participer. Évian est ainsi exempté de premier tour,.
Le leader de Ligue 2, Le Havre AC, est éliminé par le Cercle athlétique bastiais, qui évolue en National, et qui est la seule équipe de ce niveau qualifiée pour le 2e tour.
| Match 1                          | Stade lavallois MFC (L2) | 1 - 0       | Nîmes Olympique (L2)    |                                                                               |                                                                               |
| Mardi 11 août 2015 20h00 (UTC+1) | Alla 5e                  | (1 - 0)     |                         | Stade Francis-Le-Basser, Laval Spectateurs : 4 692 Arbitrage : Thomas Léonard | Stade Francis-Le-Basser, Laval Spectateurs : 4 692 Arbitrage : Thomas Léonard |
| Mardi 11 août 2015 20h00 (UTC+1) | Habran 51e               | Rapport LFP | 20e Azouni · 53e Renaut | Stade Francis-Le-Basser, Laval Spectateurs : 4 692 Arbitrage : Thomas Léonard | Stade Francis-Le-Basser, Laval Spectateurs : 4 692 Arbitrage : Thomas Léonard |

| Titulaires :      |                             |     |
|                   |                             |     |
| 16                | Geoffrey Lembet             |     |
| 5                 | Henri Ndong                 |     |
| 25                | Sohny Sefil                 |     |
| 27                | Salimo Sylla                |     |
| 28                | Sébastien Puygrenier        |     |
| 7                 | Pierre Bouby                |     |
| 10                | Mouhamadou Diaw             |     |
| 15                | Amara Baby                  | 84e |
| 21                | Ibrahima Seck               |     |
| 14                | François-Xavier Fumu Tamuzo | 67e |
| 18                | Gaëtan Courtet              | 59e |
|                   |                             |     |
| Remplaçants :     |                             |     |
| 1                 | Zacharie Boucher            |     |
| 2                 | Ruben Aguilar               |     |
| 8                 | Samed Kilic                 | 84e |
| 9                 | Cheick Fantamady Diarra     | 59e |
| 20                | Grégory Berthier            | 67e |
|                   |                             |     |
| Entraîneur :      |                             |     |
| Jean-Luc Vannuchi |                             |     |

| Titulaires :  |                    |     |
|               |                    |     |
| 16            | Vincent Planté     |     |
| 5             | Rémy Amieux        |     |
| 6             | Pierrick Cros      |     |
| 12            | Lloyd Palun        | 79e |
| 13            | Rémi Fournier      |     |
| 8             | Kévin Diaz         |     |
| 10            | Naïm Sliti         | 70e |
| 18            | Yann Boé-Kane      | 56e |
| 21            | Danilson Da Cruz   |     |
| 23            | Xavier Chavalerin  |     |
| 27            | Hamer Bouazza      |     |
|               |                    |     |
| Remplaçants : |                    |     |
| 30            | Arnaud Balijon     |     |
| 15            | Jérôme Hergault    | 79e |
| 11            | Younès Kaabouni    | 56e |
| 28            | Florian Makhedjouf |     |
| 9             | Kévin Lefaix       | 70e |
|               |                    |     |
| Entraîneur :  |                    |     |
| Rui Almeida   |                    |     |

| Titulaires :      |                             |     |
|                   |                             |     |
| 16                | Geoffrey Lembet             |     |
| 5                 | Henri Ndong                 |     |
| 25                | Sohny Sefil                 |     |
| 27                | Salimo Sylla                |     |
| 28                | Sébastien Puygrenier        |     |
| 7                 | Pierre Bouby                |     |
| 10                | Mouhamadou Diaw             |     |
| 15                | Amara Baby                  | 84e |
| 21                | Ibrahima Seck               |     |
| 14                | François-Xavier Fumu Tamuzo | 67e |
| 18                | Gaëtan Courtet              | 59e |
|                   |                             |     |
| Remplaçants :     |                             |     |
| 1                 | Zacharie Boucher            |     |
| 2                 | Ruben Aguilar               |     |
| 8                 | Samed Kilic                 | 84e |
| 9                 | Cheick Fantamady Diarra     | 59e |
| 20                | Grégory Berthier            | 67e |
|                   |                             |     |
| Entraîneur :      |                             |     |
| Jean-Luc Vannuchi |                             |     |

| Titulaires :  |                    |     |
|               |                    |     |
| 16            | Vincent Planté     |     |
| 5             | Rémy Amieux        |     |
| 6             | Pierrick Cros      |     |
| 12            | Lloyd Palun        | 79e |
| 13            | Rémi Fournier      |     |
| 8             | Kévin Diaz         |     |
| 10            | Naïm Sliti         | 70e |
| 18            | Yann Boé-Kane      | 56e |
| 21            | Danilson Da Cruz   |     |
| 23            | Xavier Chavalerin  |     |
| 27            | Hamer Bouazza      |     |
|               |                    |     |
| Remplaçants : |                    |     |
| 30            | Arnaud Balijon     |     |
| 15            | Jérôme Hergault    | 79e |
| 11            | Younès Kaabouni    | 56e |
| 28            | Florian Makhedjouf |     |
| 9             | Kévin Lefaix       | 70e |
|               |                    |     |
| Entraîneur :  |                    |     |
| Rui Almeida   |                    |     |

| Match 3                          | Stade brestois 29 (L2)          | 2 - 2 a. p. 3 - 5 t. a. b. | F Bourg-en-Bresse Péronnas 01 (L2)           |                                                                            |                                                                            |
| Mardi 11 août 2015 20h00 (UTC+1) | Cuvillier 28e · Pelé 44e        | (2 - 1)                    | 7e 82e Boussaha                              | Stade Francis-Le Blé, Brest Spectateurs : 5 299 Arbitrage : Jérôme Brisard | Stade Francis-Le Blé, Brest Spectateurs : 5 299 Arbitrage : Jérôme Brisard |
| Mardi 11 août 2015 20h00 (UTC+1) | Pelé 98e · Fanchone 105e        | Rapport LFP                | 10e Dimitriou · 76e Damour · 96e Sané ·      | Stade Francis-Le Blé, Brest Spectateurs : 5 299 Arbitrage : Jérôme Brisard | Stade Francis-Le Blé, Brest Spectateurs : 5 299 Arbitrage : Jérôme Brisard |
| Mardi 11 août 2015 20h00 (UTC+1) | Pelé · Sankoh · Adnane · Grougi | Tirs au but 3 - 5          | Lacour · Berthomier · Damour · Ba · Boussaha | Stade Francis-Le Blé, Brest Spectateurs : 5 299 Arbitrage : Jérôme Brisard | Stade Francis-Le Blé, Brest Spectateurs : 5 299 Arbitrage : Jérôme Brisard |

| Match 4 | AC Arles-Avignon (N) | Annulé, | Évian Thonon Gaillard FC |  |  |
|         |                      |         |                          |  |  |

| Match 5                          | AS Nancy-Lorraine (L2)       | 2 - 1       | LB Châteauroux (N)    |                                                                             |                                                                             |
| Mardi 11 août 2015 20h00 (UTC+1) | Robic 3e (pen.) · Dalé 90+1e | (1 - 0)     | 59e (pen.) Garita     | Stade Marcel-Picot, Nancy Spectateurs : 1 568 Arbitrage : François Letexier | Stade Marcel-Picot, Nancy Spectateurs : 1 568 Arbitrage : François Letexier |
| Mardi 11 août 2015 20h00 (UTC+1) | Lenglet 58e                  | Rapport LFP | 19e Bain · 85e Agueni | Stade Marcel-Picot, Nancy Spectateurs : 1 568 Arbitrage : François Letexier | Stade Marcel-Picot, Nancy Spectateurs : 1 568 Arbitrage : François Letexier |

| Match 6                          | Paris FC (L2) | 1 - 2 a. p. | FC Metz (L2)                 |                                                                      |                                                                      |
| Mardi 11 août 2015 20h00 (UTC+1) | Kinkela 70e   | (0 - 1)     | 23e N'Gbakoto · 92e Bussmann | Stade Charléty, Paris Spectateurs : 2 466 Arbitrage : Hamid Guenaoui | Stade Charléty, Paris Spectateurs : 2 466 Arbitrage : Hamid Guenaoui |
| Mardi 11 août 2015 20h00 (UTC+1) | Kinkela 71e   | Rapport LFP | 59e Kaprof                   | Stade Charléty, Paris Spectateurs : 2 466 Arbitrage : Hamid Guenaoui | Stade Charléty, Paris Spectateurs : 2 466 Arbitrage : Hamid Guenaoui |

| Match 7                          | Valenciennes FC (L2)               | 1 - 3       | Clermont Foot 63 (L2)         |                                                                               |                                                                               |
| Mardi 11 août 2015 20h00 (UTC+1) | Fulgini 68e                        | (0 - 2)     | 8e Diedhiou · 44e 66e Jobello | Stade du Hainaut, Valenciennes Spectateurs : 3 166 Arbitrage : Aurélien Petit | Stade du Hainaut, Valenciennes Spectateurs : 3 166 Arbitrage : Aurélien Petit |
| Mardi 11 août 2015 20h00 (UTC+1) | Kaboré 27e · Ciss 30e · Tameze 79e | Rapport LFP | 1e Jobello · 40e Salze        | Stade du Hainaut, Valenciennes Spectateurs : 3 166 Arbitrage : Aurélien Petit | Stade du Hainaut, Valenciennes Spectateurs : 3 166 Arbitrage : Aurélien Petit |

| Match 8                          | FC Sochaux-Montbéliard (L2)                         | 3 - 2       | Chamois Niortais FC (L2) |                                                                                 |                                                                                 |
| Mardi 11 août 2015 20h00 (UTC+1) | Caceres 51e 60e · Sao 68e                           | (0 - 0)     | 56e Omrani · 72e Koné    | Stade Auguste-Bonal, Montbéliard Spectateurs : 5 524 Arbitrage : Didier Falcone | Stade Auguste-Bonal, Montbéliard Spectateurs : 5 524 Arbitrage : Didier Falcone |
| Mardi 11 août 2015 20h00 (UTC+1) | Nicolas Senzemba 58e, 82e · Marco Ilaimaharitra 72e | Rapport LFP | 50e Rocheteau            | Stade Auguste-Bonal, Montbéliard Spectateurs : 5 524 Arbitrage : Didier Falcone | Stade Auguste-Bonal, Montbéliard Spectateurs : 5 524 Arbitrage : Didier Falcone |

| Match 9                          | Le Havre AC (L2) | 1 - 2       | CA Bastia (N)                     |                                                                        |                                                                        |
| Mardi 11 août 2015 20h00 (UTC+1) | Lekhal 42e       | (1 - 1)     | 22e Leca · 70e Sonnerat-Deschamps | Stade Océane, Le Havre Spectateurs : 5 378 Arbitrage : Sylvain Palhies | Stade Océane, Le Havre Spectateurs : 5 378 Arbitrage : Sylvain Palhies |
| Mardi 11 août 2015 20h00 (UTC+1) | Cambon 88e       | Rapport LFP | 65e Diawara                       | Stade Océane, Le Havre Spectateurs : 5 378 Arbitrage : Sylvain Palhies | Stade Océane, Le Havre Spectateurs : 5 378 Arbitrage : Sylvain Palhies |

| Titulaires :      |                       |      |
|                   |                       |      |
| 1                 | Joris Delle           |      |
| 2                 | Jordan Ikoko          |      |
| 6                 | Taylor Moore          | 73e  |
| 15                | Stéphane Besle        |      |
| 27                | Kenny Lala            |      |
| 19                | Mathias Autret        | 63e  |
| 20                | Lalaina Nomenjanahary |      |
| 22                | Loïck Landre          |      |
| 29                | Benjamin Bourigeaud   | 111e |
| 7                 | Aristote Madiani      |      |
| 28                | Jonathan Nanizayamo   |      |
|                   |                       |      |
| Remplaçants :     |                       |      |
| 16                | Valentin Belon        |      |
| 33                | Hugo Robert           |      |
| 18                | Pierrick Valdivia     | 63e  |
| 23                | Wylan Cyprien         | 111e |
| 9                 | Christian Bekamenga   | 73e  |
|                   |                       |      |
| Entraîneur :      |                       |      |
| Antoine Kombouaré |                       |      |

| Titulaires :      |                    |       |
|                   |                    |       |
| 1                 | Riffi Mandanda     |       |
| 5                 | Zakaria Diallo     |       |
| 6                 | Pape Abou Cissé    |       |
| 12                | Zié Diabaté        |       |
| 20                | Anthony Lippini    |       |
| 7                 | Claude Gonçalves   |       |
| 22                | Christophe Vincent | 73e   |
| 25                | Zana Allée         | 90+2e |
| 9                 | Nicolas Fauvergue  |       |
| 11                | Mouaad Madri       |       |
| 33                | Vincent Marchetti  | 68e   |
|                   |                    |       |
| Remplaçants :     |                    |       |
| 16                | Anthony Scribe     |       |
| 15                | Rayan Frikeche     | 73e   |
| 18                | Johan Cavalli      |       |
| 21                | Benoît Lesoimier   | 90+2e |
| 14                | Julien Toudic      | 68e   |
|                   |                    |       |
| Entraîneur :      |                    |       |
| Olivier Pantaloni |                    |       |

| Titulaires :      |                       |      |
|                   |                       |      |
| 1                 | Joris Delle           |      |
| 2                 | Jordan Ikoko          |      |
| 6                 | Taylor Moore          | 73e  |
| 15                | Stéphane Besle        |      |
| 27                | Kenny Lala            |      |
| 19                | Mathias Autret        | 63e  |
| 20                | Lalaina Nomenjanahary |      |
| 22                | Loïck Landre          |      |
| 29                | Benjamin Bourigeaud   | 111e |
| 7                 | Aristote Madiani      |      |
| 28                | Jonathan Nanizayamo   |      |
|                   |                       |      |
| Remplaçants :     |                       |      |
| 16                | Valentin Belon        |      |
| 33                | Hugo Robert           |      |
| 18                | Pierrick Valdivia     | 63e  |
| 23                | Wylan Cyprien         | 111e |
| 9                 | Christian Bekamenga   | 73e  |
|                   |                       |      |
| Entraîneur :      |                       |      |
| Antoine Kombouaré |                       |      |

| Titulaires :      |                    |       |
|                   |                    |       |
| 1                 | Riffi Mandanda     |       |
| 5                 | Zakaria Diallo     |       |
| 6                 | Pape Abou Cissé    |       |
| 12                | Zié Diabaté        |       |
| 20                | Anthony Lippini    |       |
| 7                 | Claude Gonçalves   |       |
| 22                | Christophe Vincent | 73e   |
| 25                | Zana Allée         | 90+2e |
| 9                 | Nicolas Fauvergue  |       |
| 11                | Mouaad Madri       |       |
| 33                | Vincent Marchetti  | 68e   |
|                   |                    |       |
| Remplaçants :     |                    |       |
| 16                | Anthony Scribe     |       |
| 15                | Rayan Frikeche     | 73e   |
| 18                | Johan Cavalli      |       |
| 21                | Benoît Lesoimier   | 90+2e |
| 14                | Julien Toudic      | 68e   |
|                   |                    |       |
| Entraîneur :      |                    |       |
| Olivier Pantaloni |                    |       |

| Match 11                         | US Orléans (N)               | 1 - 2       | Tours FC (L2)                                                |                                                                             |                                                                             |
| Mardi 11 août 2015 20h00 (UTC+1) | Armand 27e                   | (1 - 0)     | 53e (pen.) Bergougnoux · 81e Berenguer                       | Stade de la Source, Orléans Spectateurs : 2 207 Arbitrage : Stéphane Jochem | Stade de la Source, Orléans Spectateurs : 2 207 Arbitrage : Stéphane Jochem |
| Mardi 11 août 2015 20h00 (UTC+1) | Enza-Yamissi 51e · Houla 55e | Rapport LFP | 3e Miguel · 36e Bergougnoux · 72e Berenguer · 90+2e Bouhours | Stade de la Source, Orléans Spectateurs : 2 207 Arbitrage : Stéphane Jochem | Stade de la Source, Orléans Spectateurs : 2 207 Arbitrage : Stéphane Jochem |

| Match 12                         | Dijon FCO (L2)                                          | 3 - 3 a. p. 4 - 3 t. a. b. | US Créteil-Lusitanos (L2)                                                   |                                                                       |                                                                       |
| Mardi 11 août 2015 20h00 (UTC+1) | Diony 9e · Sammaritano 53e (pen.) · Tavarès 69e (pen.)  | (1 - 2)                    | 29e (pen.) Dias · 31e Sackho · 90+4e Esor                                   | Stade Gaston-Gérard, Dijon Spectateurs : 4 358 Arbitrage : Karim Abed | Stade Gaston-Gérard, Dijon Spectateurs : 4 358 Arbitrage : Karim Abed |
| Mardi 11 août 2015 20h00 (UTC+1) | Bernard 28e · Benet 70e                                 | Rapport LFP                | 35e Lesage · 52e Di Bartolomeo · 119e Esor ·                                | Stade Gaston-Gérard, Dijon Spectateurs : 4 358 Arbitrage : Karim Abed | Stade Gaston-Gérard, Dijon Spectateurs : 4 358 Arbitrage : Karim Abed |
| Mardi 11 août 2015 20h00 (UTC+1) | Bernard · Tavarès · Bela · Amalfitano · Jullien · Benet | Tirs au but 4 - 3          | Augusto · Di Bartolomeo · Montaroup · Lesage · Clémence · Mahon de Monaghan | Stade Gaston-Gérard, Dijon Spectateurs : 4 358 Arbitrage : Karim Abed | Stade Gaston-Gérard, Dijon Spectateurs : 4 358 Arbitrage : Karim Abed |

#### Deuxième tour
Les six rencontres se jouent le mardi 25 août 2015.
Le tirage au sort a lieu en même temps que celui du premier tour.
Comme lors du premier tour, le leader de Ligue 2 au moment des rencontres, qui est cette fois-ci le FC Metz, est éliminé, sur le terrain du Dijon FCO. Le dernier club de National en lice, le CA Bastia, est éliminé sur son terrain aux tirs au but par l'AJ Auxerre, dont le gardien Zacharie Boucher repousse les trois tentatives adverses.
| Match 1                          | Dijon FCO (L2)                                      | 2 - 0   | FC Metz (L2)                            |                                                                        |                                                                        |
| Mardi 25 août 2015 20h00 (UTC+1) | Thiam 45+1e · Diony 80e                             | (1 - 0) |                                         | Stade Gaston-Gérard, Dijon Spectateurs : 3 722 Arbitrage : Johan Hamel | Stade Gaston-Gérard, Dijon Spectateurs : 3 722 Arbitrage : Johan Hamel |
| Mardi 25 août 2015 20h00 (UTC+1) | Paulle 26e · Belmonte 43e · Maury 65e · Rivière 75e | Rapport | 6e Lejeune · 33e Kaprof · 41e Toussaint | Stade Gaston-Gérard, Dijon Spectateurs : 3 722 Arbitrage : Johan Hamel | Stade Gaston-Gérard, Dijon Spectateurs : 3 722 Arbitrage : Johan Hamel |

| Match 2                          | Évian Thonon Gaillard FC (L2)                      | 3 - 2   | Clermont Foot (L2)                           |                                                                                           |                                                                                           |
| Mardi 25 août 2015 18h30 (UTC+1) | Centonze 17e · Altolaguirre 27e · Appindangoyé 48e | (2 - 0) | 73e Jobello · 88e (pen.) Saadi               | Parc des Sports, Annecy Spectateurs : 2 141 Diffuseur : France 4 Arbitrage : Floris Aubin | Parc des Sports, Annecy Spectateurs : 2 141 Diffuseur : France 4 Arbitrage : Floris Aubin |
| Mardi 25 août 2015 18h30 (UTC+1) | Keita 41e                                          | Rapport | 20e Bockhorni · 81e Espinosa · 90+1e Agounon | Parc des Sports, Annecy Spectateurs : 2 141 Diffuseur : France 4 Arbitrage : Floris Aubin | Parc des Sports, Annecy Spectateurs : 2 141 Diffuseur : France 4 Arbitrage : Floris Aubin |

| Match 3                          | Tours FC (L2)              | 2 - 0   | FC Sochaux (L2)                        |                                                                                      |                                                                                      |
| Mardi 25 août 2015 20h00 (UTC+1) | Belkebla 67e · Kouakou 71e | (0 - 0) |                                        | Stade de la Vallée du Cher, Tours Spectateurs : 4 751 Arbitrage : Stéphanie Frappart | Stade de la Vallée du Cher, Tours Spectateurs : 4 751 Arbitrage : Stéphanie Frappart |
| Mardi 25 août 2015 20h00 (UTC+1) | Bouhours 84e               | Rapport | 34e Vivian · 56e Onguéné · 63e Tardieu | Stade de la Vallée du Cher, Tours Spectateurs : 4 751 Arbitrage : Stéphanie Frappart | Stade de la Vallée du Cher, Tours Spectateurs : 4 751 Arbitrage : Stéphanie Frappart |

| Titulaires :       |                           |     |
|                    |                           |     |
| 1                  | Matthieu Pichot           |     |
| 5                  | Mamadou Doumbia           |     |
| 12                 | Pierre-Étienne Lemaire    |     |
| 23                 | Michaël Bosqui            |     |
| 24                 | Jérôme Sonnerat-Deschamps |     |
| 8                  | Mickaël Seymand           |     |
| 17                 | Vincent Leca              | 97e |
| 21                 | Sébastien Flochon         |     |
| 7                  | Giovan Vairelles          | 60e |
| 11                 | Benjamin Santelli         |     |
| 13                 | Adama Guidiala            | 51e |
|                    |                           |     |
| Remplaçants :      |                           |     |
| 16                 | Jeffrey Baltus            |     |
| 4                  | Azzeddine Azzioui         |     |
| 6                  | Abdoulaye Diawara         | 97e |
| 3                  | Jérémy Bru                | 60e |
| 22                 | Sada Thioub               | 51e |
|                    |                           |     |
| Entraîneur :       |                           |     |
| Christian Bracconi |                           |     |

| Titulaires :      |                         |      |
|                   |                         |      |
| 1                 | Zacharie Boucher        |      |
| 5                 | Henri Ndong             |      |
| 3                 | Thomas Fontaine         |      |
| 25                | Sohny Sefil             |      |
| 27                | Salimo Sylla            |      |
| 35                | Brahim Konaté           |      |
| 7                 | Pierre Bouby            |      |
| 8                 | Samed Kilic             | 64e  |
| 19                | Alexandre Vincent       |      |
| 22                | Livio Nabab             | 110e |
| 31                | Florian Ayé             | 46e  |
|                   |                         |      |
| Remplaçants :     |                         |      |
| 16                | Geoffrey Lembet         |      |
| 2                 | Ruben Aguilar           |      |
| 12                | Grégoire Lefebvre       | 110e |
| 9                 | Cheick Fantamady Diarra | 46e  |
| 20                | Grégory Berthier        | 64e  |
|                   |                         |      |
| Entraîneur :      |                         |      |
| Jean-Luc Vannuchi |                         |      |

| Titulaires :       |                           |     |
|                    |                           |     |
| 1                  | Matthieu Pichot           |     |
| 5                  | Mamadou Doumbia           |     |
| 12                 | Pierre-Étienne Lemaire    |     |
| 23                 | Michaël Bosqui            |     |
| 24                 | Jérôme Sonnerat-Deschamps |     |
| 8                  | Mickaël Seymand           |     |
| 17                 | Vincent Leca              | 97e |
| 21                 | Sébastien Flochon         |     |
| 7                  | Giovan Vairelles          | 60e |
| 11                 | Benjamin Santelli         |     |
| 13                 | Adama Guidiala            | 51e |
|                    |                           |     |
| Remplaçants :      |                           |     |
| 16                 | Jeffrey Baltus            |     |
| 4                  | Azzeddine Azzioui         |     |
| 6                  | Abdoulaye Diawara         | 97e |
| 3                  | Jérémy Bru                | 60e |
| 22                 | Sada Thioub               | 51e |
|                    |                           |     |
| Entraîneur :       |                           |     |
| Christian Bracconi |                           |     |

| Titulaires :      |                         |      |
|                   |                         |      |
| 1                 | Zacharie Boucher        |      |
| 5                 | Henri Ndong             |      |
| 3                 | Thomas Fontaine         |      |
| 25                | Sohny Sefil             |      |
| 27                | Salimo Sylla            |      |
| 35                | Brahim Konaté           |      |
| 7                 | Pierre Bouby            |      |
| 8                 | Samed Kilic             | 64e  |
| 19                | Alexandre Vincent       |      |
| 22                | Livio Nabab             | 110e |
| 31                | Florian Ayé             | 46e  |
|                   |                         |      |
| Remplaçants :     |                         |      |
| 16                | Geoffrey Lembet         |      |
| 2                 | Ruben Aguilar           |      |
| 12                | Grégoire Lefebvre       | 110e |
| 9                 | Cheick Fantamady Diarra | 46e  |
| 20                | Grégory Berthier        | 64e  |
|                   |                         |      |
| Entraîneur :      |                         |      |
| Jean-Luc Vannuchi |                         |      |

| Match 5                          | AC Ajaccio (L2)                         | 1 - 2 a. p. | Stade lavallois (L2)        |                                                                            |                                                                            |
| Mardi 25 août 2015 20h00 (UTC+1) | Cavalli 24e (pen.)                      | (1 - 0)     | 48e Gonçalves · 117e Alioui | Stade François-Coty, Ajaccio Spectateurs : 2 985 Arbitrage : Florent Batta | Stade François-Coty, Ajaccio Spectateurs : 2 985 Arbitrage : Florent Batta |
| Mardi 25 août 2015 20h00 (UTC+1) | Nouri 54e · Marchetti 95e · Toudic 120e | Rapport     | 21e Monfray                 | Stade François-Coty, Ajaccio Spectateurs : 2 985 Arbitrage : Florent Batta | Stade François-Coty, Ajaccio Spectateurs : 2 985 Arbitrage : Florent Batta |

| Match 6                          | F Bourg-en-Bresse Péronnas 01 (L2)            | 0 - 0 a. p. 5 - 4 t. a. b. | AS Nancy-Lorraine (L2)                      |                                                                          |                                                                          |
| Mardi 25 août 2015 20h00 (UTC+1) |                                               | (0 - 0)                    |                                             | Stade Jean-Laville, Gueugnon Spectateurs : 961 Arbitrage : Jérémy Stinat | Stade Jean-Laville, Gueugnon Spectateurs : 961 Arbitrage : Jérémy Stinat |
| Mardi 25 août 2015 20h00 (UTC+1) | Dembélé 65e · Perradin 69e                    | Rapport                    | 85e Cuffaut · 90+4e Robic ·                 | Stade Jean-Laville, Gueugnon Spectateurs : 961 Arbitrage : Jérémy Stinat | Stade Jean-Laville, Gueugnon Spectateurs : 961 Arbitrage : Jérémy Stinat |
| Mardi 25 août 2015 20h00 (UTC+1) | Damour · Dimitriou · Diompy · Sané · Boussaha | Tirs au but 5 - 4          | Dalé · Hadji · Pedretti · Robic · Guidileye | Stade Jean-Laville, Gueugnon Spectateurs : 961 Arbitrage : Jérémy Stinat | Stade Jean-Laville, Gueugnon Spectateurs : 961 Arbitrage : Jérémy Stinat |

### Phase finale

#### Seizièmes de finale
Les dix rencontres sont prévues le mardi 27 et le mercredi 28 octobre 2015. Les six vainqueurs du deuxième tour sont rejoints par les 14 équipes de Ligue 1 qui ne participent à aucune coupe d'Europe.
Le tirage au sort des rencontres a lieu le 4 septembre, au siège parisien de France Télévisions.
La rencontre entre le Gazélec Football Club Ajaccio et l'En Avant de Guingamp est reportée à cause des intempéries en Corse. Dans les autres rencontres, plusieurs surprises ont eu lieu : Dijon, alors leader du classement de la Ligue 2, élimine le Stade de Reims ; le Tours Football Club, formation de Ligue 2, élimine l'Angers SCO, alors deuxième de Ligue 1 ; enfin, le Football Club de Nantes, après avoir mené 2 fois au score, est finalement éliminé par le club de Football Bourg-en-Bresse Péronnas 01, quatrième de L2, qui, pour sa première participation, rejoint les huitièmes de finale de la compétition.
| Mardi 27 octobre 2015 | Évian Thonon Gaillard (L2)                                 | 2 - 2 a. p. 4 - 5 t. a. b. | Stade lavallois (L2)                                          |                                                                     |                                                                     |
| 20h00                 | Campanharo 80e · Hoggas 114e                               | (0 - 1)                    | 6e Viale · 107e Monfray                                       | Parc des Sports, Annecy Spectateurs : 2 824 Arbitrage : Johan Hamel | Parc des Sports, Annecy Spectateurs : 2 824 Arbitrage : Johan Hamel |
| 20h00                 | Campanharo 28e · Soares 55e · N'Dao 84e · Barbosa 85e, 85e | Rapport LFP                | 56e, 88e Quintin · 65e Gonçalves · 85e Habran · 100e Alioui · | Parc des Sports, Annecy Spectateurs : 2 824 Arbitrage : Johan Hamel | Parc des Sports, Annecy Spectateurs : 2 824 Arbitrage : Johan Hamel |
| 20h00                 | Hoggas · Altolaguirre · Soares · Campanharo · Kamin        | Tirs au but 4 - 5          | Alla · Gonçalves · Monfray · Zeoula · Alioui                  | Parc des Sports, Annecy Spectateurs : 2 824 Arbitrage : Johan Hamel | Parc des Sports, Annecy Spectateurs : 2 824 Arbitrage : Johan Hamel |

| Mardi 27 octobre 2015 | Tours FC (L2)                                                 | 1 - 0       | Angers SCO (L1)                           |                                                                                      |                                                                                      |
| 20h00                 | Miracoli 52e                                                  | (0 - 0)     |                                           | Stade de la Vallée du Cher, Tours Spectateurs : 10 139 Arbitrage : Hakim Ben El Hadj | Stade de la Vallée du Cher, Tours Spectateurs : 10 139 Arbitrage : Hakim Ben El Hadj |
| 20h00                 | Agouazi 25e · Belkebla 47e · Bergougnoux 67e · Santamaria 89e | Rapport LFP | 74e Bouka Moutou · 84e Saïss · 88e Auriac | Stade de la Vallée du Cher, Tours Spectateurs : 10 139 Arbitrage : Hakim Ben El Hadj | Stade de la Vallée du Cher, Tours Spectateurs : 10 139 Arbitrage : Hakim Ben El Hadj |

| Mardi 27 octobre 2015 | SC Bastia (L1)                | 0 - 1       | Stade rennais FC (L1) |                                                                                                   |                                                                                                   |
| 21h00                 |                               | (0 - 0)     | 59e Doucouré          | Stade Armand-Cesari, Furiani Spectateurs : 3 048 Diffuseur : France 4 Arbitrage : Stéphane Lannoy | Stade Armand-Cesari, Furiani Spectateurs : 3 048 Diffuseur : France 4 Arbitrage : Stéphane Lannoy |
| 21h00                 | Coulibaly 40e · Peybernes 60e | Rapport LFP | 27e Mendes            | Stade Armand-Cesari, Furiani Spectateurs : 3 048 Diffuseur : France 4 Arbitrage : Stéphane Lannoy | Stade Armand-Cesari, Furiani Spectateurs : 3 048 Diffuseur : France 4 Arbitrage : Stéphane Lannoy |

| Mercredi 28 octobre 2015 | Dijon FCO (L2)       | 2 - 1   | Stade de Reims (L1) |                                                                            |                                                                            |
| 20h00                    | Diony 17e · Bela 39e | (2 - 1) | Charbonnier 19e     | Stade Gaston-Gérard, Dijon Spectateurs : 4 849 Arbitrage : Lionel Jaffredo | Stade Gaston-Gérard, Dijon Spectateurs : 4 849 Arbitrage : Lionel Jaffredo |
| 20h00                    | Rapport LFP          |         |                     | Stade Gaston-Gérard, Dijon Spectateurs : 4 849 Arbitrage : Lionel Jaffredo | Stade Gaston-Gérard, Dijon Spectateurs : 4 849 Arbitrage : Lionel Jaffredo |

| Mercredi 28 octobre 2015 | Stade Malherbe de Caen (L1) | 1 - 2   | OGC Nice (L1)   | | |
| 21h00                    | Delort 14e                  | (1 - 0) | Mendy 57e 90+2e | Stade Michel-d'Ornano, Caen Spectateurs : 10 098 Diffuseur : France 3 (Basse-Normandie, Haute-Normandie, Côte d'Azur, Provence-Alpes, Paris Île-de-France, Centre, Alsace, Franche-Comté, Auvergne, Corse et Régions) Arbitrage : Stéphane Jochem | Stade Michel-d'Ornano, Caen Spectateurs : 10 098 Diffuseur : France 3 (Basse-Normandie, Haute-Normandie, Côte d'Azur, Provence-Alpes, Paris Île-de-France, Centre, Alsace, Franche-Comté, Auvergne, Corse et Régions) Arbitrage : Stéphane Jochem |
| 21h00                    | Rapport LFP                 |         |                 | Stade Michel-d'Ornano, Caen Spectateurs : 10 098 Diffuseur : France 3 (Basse-Normandie, Haute-Normandie, Côte d'Azur, Provence-Alpes, Paris Île-de-France, Centre, Alsace, Franche-Comté, Auvergne, Corse et Régions) Arbitrage : Stéphane Jochem | Stade Michel-d'Ornano, Caen Spectateurs : 10 098 Diffuseur : France 3 (Basse-Normandie, Haute-Normandie, Côte d'Azur, Provence-Alpes, Paris Île-de-France, Centre, Alsace, Franche-Comté, Auvergne, Corse et Régions) Arbitrage : Stéphane Jochem |

| Mercredi 28 octobre 2015 | Lille OSC (L1)           | 2 - 1   | ES Troyes AC (L1) | | |
| 21h00                    | Sunzu 49e · Guirassy 57e | (0 - 1) | Perea 29e         | Stade Pierre-Mauroy, Villeneuve-d'Ascq Spectateurs : 9 886 Diffuseur : France 3 (Nord-Pas-de-Calais, Picardie, Champagne-Ardenne et Lorraine) Arbitrage : Benoît Bastien | Stade Pierre-Mauroy, Villeneuve-d'Ascq Spectateurs : 9 886 Diffuseur : France 3 (Nord-Pas-de-Calais, Picardie, Champagne-Ardenne et Lorraine) Arbitrage : Benoît Bastien |
| 21h00                    | Rapport LFP              |         |                   | Stade Pierre-Mauroy, Villeneuve-d'Ascq Spectateurs : 9 886 Diffuseur : France 3 (Nord-Pas-de-Calais, Picardie, Champagne-Ardenne et Lorraine) Arbitrage : Benoît Bastien | Stade Pierre-Mauroy, Villeneuve-d'Ascq Spectateurs : 9 886 Diffuseur : France 3 (Nord-Pas-de-Calais, Picardie, Champagne-Ardenne et Lorraine) Arbitrage : Benoît Bastien |

| Mercredi 28 octobre 2015 | FC Lorient (L1)                              | 3 - 2   | Montpellier HSC (L1)     | | |
| 21h00                    | Jeannot 6 sp · Gakpa 36e · Philippoteaux 41e | (3 - 1) | N'Diaye 12e · Camara 85e | Stade du Moustoir, Lorient Spectateurs : 9 699 Diffuseur : France 3 (Bretagne et Languedoc-Roussillon) Arbitrage : Wilfried Bien | Stade du Moustoir, Lorient Spectateurs : 9 699 Diffuseur : France 3 (Bretagne et Languedoc-Roussillon) Arbitrage : Wilfried Bien |
| 21h00                    | Rapport LFP                                  |         |                          | Stade du Moustoir, Lorient Spectateurs : 9 699 Diffuseur : France 3 (Bretagne et Languedoc-Roussillon) Arbitrage : Wilfried Bien | Stade du Moustoir, Lorient Spectateurs : 9 699 Diffuseur : France 3 (Bretagne et Languedoc-Roussillon) Arbitrage : Wilfried Bien |

| Titulaires :       |                        |      |
|                    |                        |      |
| 30                 | Ali Ahamada            |      |
| 3                  | Jean-Armel Kana-Biyik  |      |
| 6                  | William Matheus        | 102e |
| 15                 | Uroš Spajić            |      |
| 24                 | Pavle Ninkov           |      |
| 7                  | Jean-Daniel Akpa-Akpro | 59e  |
| 17                 | Adrien Regattin        |      |
| 19                 | Somália                |      |
| 23                 | Yann Bodiger           |      |
| 10                 | Wissam Ben Yedder      |      |
| 11                 | Aleksandar Pešić       | 66e  |
|                    |                        |      |
| Remplaçants :      |                        |      |
| 16                 | Marc Vidal             |      |
| 26                 | Marcel Tisserand       |      |
| 8                  | Étienne Didot          |      |
| 13                 | Zinédine Machach       | 59e  |
| 14                 | Pantxi Sirieix         |      |
| 27                 | Alexis Blin            | 102e |
| 9                  | Martin Braithwaite     | 66e  |
|                    |                        |      |
| Entraîneur :       |                        |      |
| Dominique Arribagé |                        |      |

| Titulaires :      |                             |      |
|                   |                             |      |
| 1                 | Zacharie Boucher            |      |
| 12                | Grégoire Lefebvre           |      |
| 25                | Sohny Sefil                 |      |
| 3                 | Thomas Fontaine             | 78e  |
| 27                | Salimo Sylla                |      |
| 21                | Ibrahima Seck               |      |
| 35                | Brahim Konaté               |      |
| 10                | Mouhamadou Diaw             |      |
| 8                 | Samed Kilic                 | 117e |
| 18                | Gaëtan Courtet              |      |
| 9                 | Cheick Fantamady Diarra     | 86e  |
|                   |                             |      |
| Remplaçants :     |                             |      |
| 16                | Geoffrey Lembet             |      |
| 4                 | Cédric Hountondji           | 78e  |
| 7                 | Pierre Bouby                | 117e |
| 20                | Grégory Berthier            |      |
| 19                | Alexandre Vincent           | 86e  |
| 14                | François-Xavier Fumu Tamuzo |      |
| 26                | Romain Montiel              |      |
|                   |                             |      |
| Entraîneur :      |                             |      |
| Jean-Luc Vannuchi |                             |      |

| Titulaires :       |                        |      |
|                    |                        |      |
| 30                 | Ali Ahamada            |      |
| 3                  | Jean-Armel Kana-Biyik  |      |
| 6                  | William Matheus        | 102e |
| 15                 | Uroš Spajić            |      |
| 24                 | Pavle Ninkov           |      |
| 7                  | Jean-Daniel Akpa-Akpro | 59e  |
| 17                 | Adrien Regattin        |      |
| 19                 | Somália                |      |
| 23                 | Yann Bodiger           |      |
| 10                 | Wissam Ben Yedder      |      |
| 11                 | Aleksandar Pešić       | 66e  |
|                    |                        |      |
| Remplaçants :      |                        |      |
| 16                 | Marc Vidal             |      |
| 26                 | Marcel Tisserand       |      |
| 8                  | Étienne Didot          |      |
| 13                 | Zinédine Machach       | 59e  |
| 14                 | Pantxi Sirieix         |      |
| 27                 | Alexis Blin            | 102e |
| 9                  | Martin Braithwaite     | 66e  |
|                    |                        |      |
| Entraîneur :       |                        |      |
| Dominique Arribagé |                        |      |

| Titulaires :      |                             |      |
|                   |                             |      |
| 1                 | Zacharie Boucher            |      |
| 12                | Grégoire Lefebvre           |      |
| 25                | Sohny Sefil                 |      |
| 3                 | Thomas Fontaine             | 78e  |
| 27                | Salimo Sylla                |      |
| 21                | Ibrahima Seck               |      |
| 35                | Brahim Konaté               |      |
| 10                | Mouhamadou Diaw             |      |
| 8                 | Samed Kilic                 | 117e |
| 18                | Gaëtan Courtet              |      |
| 9                 | Cheick Fantamady Diarra     | 86e  |
|                   |                             |      |
| Remplaçants :     |                             |      |
| 16                | Geoffrey Lembet             |      |
| 4                 | Cédric Hountondji           | 78e  |
| 7                 | Pierre Bouby                | 117e |
| 20                | Grégory Berthier            |      |
| 19                | Alexandre Vincent           | 86e  |
| 14                | François-Xavier Fumu Tamuzo |      |
| 26                | Romain Montiel              |      |
|                   |                             |      |
| Entraîneur :      |                             |      |
| Jean-Luc Vannuchi |                             |      |

| Mercredi 28 octobre 2015 | Bourg-en-Bresse Péronnas 01 (L2)             | 3 - 2 a. p. | FC Nantes (L1) | | |
| 21h00                    | Traoré 38e · Boussaha 57e (pen.) 104e (pen.) | (1 - 1)     | 26e 51e Adryan | Stade Marcel-Verchère, Bourg-en-Bresse Spectateurs : 4 694 Diffuseur : France 3 (Rhône-Alpes, Alpes et Pays de la Loire) Arbitrage : François Letexier | Stade Marcel-Verchère, Bourg-en-Bresse Spectateurs : 4 694 Diffuseur : France 3 (Rhône-Alpes, Alpes et Pays de la Loire) Arbitrage : François Letexier |
| 21h00                    | Rapport LFP                                  |             |                | Stade Marcel-Verchère, Bourg-en-Bresse Spectateurs : 4 694 Diffuseur : France 3 (Rhône-Alpes, Alpes et Pays de la Loire) Arbitrage : François Letexier | Stade Marcel-Verchère, Bourg-en-Bresse Spectateurs : 4 694 Diffuseur : France 3 (Rhône-Alpes, Alpes et Pays de la Loire) Arbitrage : François Letexier |

| Mercredi 25 novembre 2015 | GFC Ajaccio (L1) | 0 - 1 a. p. | EA Guingamp (L1) |                              |                              |
| 19h00                     |                  | (0 - 0)     | Privat 104e      | Stade Ange-Casanova, Ajaccio | Stade Ange-Casanova, Ajaccio |

#### Huitièmes de finale
Le tirage au sort a lieu le 3 novembre.
Les huitièmes de finale se déroulent le mardi 15 et le mercredi 16 décembre 2015. Ce tour est marqué par l'arrivée des six clubs « européens ». Les quatre premiers de la saison de Ligue 1 2014-2015 ont le statut de tête de série : ils ne peuvent s'affronter.
| Mardi 15 décembre 2015 | En Avant de Guingamp (L1)                               | 2 - 2 a. p. 4 - 3 t. a. b. | OGC Nice (L1)                                                            |                                                                             |                                                                             |
| 20h00                  | Salibur 88e (pen.) 110e                                 | (0 - 1)                    | 44e 93e Mendy                                                            | Stade du Roudourou, Guingamp Spectateurs : 10 873 Arbitrage : Fredy Fautrel | Stade du Roudourou, Guingamp Spectateurs : 10 873 Arbitrage : Fredy Fautrel |
| 20h00                  | Angoua 54e · Lemaître 62e · Dembélé 93e                 | Rapport                    | 24e Wallyson · 49e Le Marchand · 72e Baysse · 98e Boscagli · 109e Hult · | Stade du Roudourou, Guingamp Spectateurs : 10 873 Arbitrage : Fredy Fautrel | Stade du Roudourou, Guingamp Spectateurs : 10 873 Arbitrage : Fredy Fautrel |
| 20h00                  | De Pauw · Angoua · Sankharé · Dembélé · Lössl · Salibur | Tirs au but 4 - 3          | Germain · Ben Arfa · Pied · Seri · Boscagli · Le Marchand                | Stade du Roudourou, Guingamp Spectateurs : 10 873 Arbitrage : Fredy Fautrel | Stade du Roudourou, Guingamp Spectateurs : 10 873 Arbitrage : Fredy Fautrel |

| Mardi 15 décembre 2015 | Lille OSC (L1)                        | 1 - 0       | Stade lavallois (L2)                    |                                                                                          |                                                                                          |
| 20h00                  | Sidibé 79e                            | (0 - 0)     |                                         | Stade Pierre-Mauroy, Villeneuve-d'Ascq Spectateurs : 8 801 Arbitrage : Bartolomeu Varela | Stade Pierre-Mauroy, Villeneuve-d'Ascq Spectateurs : 8 801 Arbitrage : Bartolomeu Varela |
| 20h00                  | Martin 24e · Amadou 48e · Civelli 55e | Rapport LFP | 10e Gonçalves · 14e Perrot · 17e Alioui | Stade Pierre-Mauroy, Villeneuve-d'Ascq Spectateurs : 8 801 Arbitrage : Bartolomeu Varela | Stade Pierre-Mauroy, Villeneuve-d'Ascq Spectateurs : 8 801 Arbitrage : Bartolomeu Varela |

| Mardi 15 décembre 2015 | FC Lorient (L1)                               | 3 - 0       | Dijon FCO (L2)                                 |                                                                         |                                                                         |
| 20h00                  | Jeannot 37e · Philippoteaux 52e · Lavigne 87e | (1 - 0)     |                                                | Stade du Moustoir, Lorient Spectateurs : 8 820 Arbitrage : Saïd Ennjimi | Stade du Moustoir, Lorient Spectateurs : 8 820 Arbitrage : Saïd Ennjimi |
| 20h00                  |                                               | Rapport LFP | 24e Sané · 33e Belmonte · 39e Benet · 47e Sané | Stade du Moustoir, Lorient Spectateurs : 8 820 Arbitrage : Saïd Ennjimi | Stade du Moustoir, Lorient Spectateurs : 8 820 Arbitrage : Saïd Ennjimi |

| Mardi 15 décembre 2015 | Stade rennais FC (L1)     | 1 - 3       | Toulouse FC (L1)                  |                                                                                           |                                                                                           |
| 21h00                  | Diagne 57e (pen.)         | (0 - 2)     | 13e 32e Ben Yedder · 84e Regattin | Roazhon Park, Rennes Spectateurs : 14 672 Diffuseur : France 4 Arbitrage : Benoît Bastien | Roazhon Park, Rennes Spectateurs : 14 672 Diffuseur : France 4 Arbitrage : Benoît Bastien |
| 21h00                  | Sylla 16e · Fernandes 21e | Rapport LFP | 90e Machach                       | Roazhon Park, Rennes Spectateurs : 14 672 Diffuseur : France 4 Arbitrage : Benoît Bastien | Roazhon Park, Rennes Spectateurs : 14 672 Diffuseur : France 4 Arbitrage : Benoît Bastien |

| Mercredi 16 décembre 2015 | Girondins de Bordeaux (L1)         | 3 - 0       | AS Monaco FC (L1)         | | |
| 17h00                     | Ounas 16e · Rolán 57e · Saivet 88e | (1 - 0)     |                           | Stade Matmut-Atlantique, Bordeaux Spectateurs : 15 163 Diffuseur : France 2 Arbitrage : Frank Schneider | Stade Matmut-Atlantique, Bordeaux Spectateurs : 15 163 Diffuseur : France 2 Arbitrage : Frank Schneider |
| 17h00                     |                                    | Rapport LFP | 71e Boschilia · 78e Raggi | Stade Matmut-Atlantique, Bordeaux Spectateurs : 15 163 Diffuseur : France 2 Arbitrage : Frank Schneider | Stade Matmut-Atlantique, Bordeaux Spectateurs : 15 163 Diffuseur : France 2 Arbitrage : Frank Schneider |

| Mercredi 16 décembre 2015 | Bourg-en-Bresse Péronnas 01 (L2) | 2 - 3       | Olympique de Marseille (L1)          | | |
| 18h45                     | Boussaha 27e (pen.) 90+3e (pen.) | (1 - 1)     | 13e Sarr · 50e Ocampos · 75e Cabella | Stade Marcel-Verchère, Bourg-en-Bresse Spectateurs : 6 405 Diffuseur : France 4 Arbitrage : Stéphane Jochem | Stade Marcel-Verchère, Bourg-en-Bresse Spectateurs : 6 405 Diffuseur : France 4 Arbitrage : Stéphane Jochem |
| 18h45                     | Boussaha 16e · Perradin 22e      | Rapport LFP | 19e Sparagna · 73e Romao             | Stade Marcel-Verchère, Bourg-en-Bresse Spectateurs : 6 405 Diffuseur : France 4 Arbitrage : Stéphane Jochem | Stade Marcel-Verchère, Bourg-en-Bresse Spectateurs : 6 405 Diffuseur : France 4 Arbitrage : Stéphane Jochem |

| Mercredi 16 décembre 2015 | Olympique lyonnais (L1) | 2 - 1       | Tours FC (L2)              |                                                                           |                                                                           |
| 20h00                     | Beauvue 38e (pen.) 85e  | (1 - 0)     | 73e Tandia                 | Stade de Gerland, Lyon Spectateurs : 15 835 Arbitrage : Sébastien Moreira | Stade de Gerland, Lyon Spectateurs : 15 835 Arbitrage : Sébastien Moreira |
| 20h00                     | Ferri 45e               | Rapport LFP | 64e Bouhours · 87e Kouakou | Stade de Gerland, Lyon Spectateurs : 15 835 Arbitrage : Sébastien Moreira | Stade de Gerland, Lyon Spectateurs : 15 835 Arbitrage : Sébastien Moreira |

| Mercredi 16 décembre 2015 | Paris Saint-Germain (L1)  | 1 - 0       | AS Saint-Étienne (L1) |                                                                                              |                                                                                              |
| 21h00                     | Cavani 86e                | (0 - 0)     |                       | Parc des Princes, Paris Spectateurs : 47 346 Diffuseur : France 3 Arbitrage : Amaury Delerue | Parc des Princes, Paris Spectateurs : 47 346 Diffuseur : France 3 Arbitrage : Amaury Delerue |
| 21h00                     | Stambouli 55e · Lucas 57e | Rapport LFP | 41e Pierre-Gabriel    | Parc des Princes, Paris Spectateurs : 47 346 Diffuseur : France 3 Arbitrage : Amaury Delerue | Parc des Princes, Paris Spectateurs : 47 346 Diffuseur : France 3 Arbitrage : Amaury Delerue |

#### Quarts de finale
Le tirage au sort a lieu le 16 décembre, après le dernier match des huitièmes de finale.
Les quarts de finale se déroulent le mardi 12 et le mercredi 13 janvier 2016. Ne restent en lice que des clubs de L1.
| Mardi 12 janvier 2016 | Girondins de Bordeaux (L1)       | 2 - 0       | FC Lorient (L1) | | |
| 21h00                 | Plašil 44e · Chaigneau 56e (csc) | (1 - 0)     |                 | Stade Matmut-Atlantique, Bordeaux Spectateurs : 8 676 Diffuseur : France 4 Arbitrage : Nicolas Rainville | Stade Matmut-Atlantique, Bordeaux Spectateurs : 8 676 Diffuseur : France 4 Arbitrage : Nicolas Rainville |
| 21h00                 | Crivelli 90e                     | Rapport LFP |                 | Stade Matmut-Atlantique, Bordeaux Spectateurs : 8 676 Diffuseur : France 4 Arbitrage : Nicolas Rainville | Stade Matmut-Atlantique, Bordeaux Spectateurs : 8 676 Diffuseur : France 4 Arbitrage : Nicolas Rainville |

| Mercredi 13 janvier 2016 | Toulouse FC (L1)                 | 2 - 1 a. p. | Olympique de Marseille (L1) |                                                                                                 |                                                                                                 |
| 17h00                    | Ben Yedder 25e · Braithwaite 99e | (1 - 1)     | N'Koudou 27e                | Stadium municipal, Toulouse Spectateurs : 18 163 Diffuseur : France 2 Arbitrage : Benoît Millot | Stadium municipal, Toulouse Spectateurs : 18 163 Diffuseur : France 2 Arbitrage : Benoît Millot |
| 17h00                    | Diop 94e                         | Rapport LFP | Rolando 78e                 | Stadium municipal, Toulouse Spectateurs : 18 163 Diffuseur : France 2 Arbitrage : Benoît Millot | Stadium municipal, Toulouse Spectateurs : 18 163 Diffuseur : France 2 Arbitrage : Benoît Millot |

| Mercredi 13 janvier 2016 | En Avant de Guingamp (L1)            | 0 - 0 2 - 4 t. a. b. | Lille OSC (L1)                                       |                                                                                                 |                                                                                                 |
| 18h45                    |                                      | (0 - 0)              |                                                      | Stade du Roudourou, Guingamp Spectateurs : 11 326 Diffuseur : France 4 Arbitrage : Tony Chapron | Stade du Roudourou, Guingamp Spectateurs : 11 326 Diffuseur : France 4 Arbitrage : Tony Chapron |
| 18h45                    | Lévêque 65e · Coco 69e               | Rapport LFP          | Sunzu 78e · Bauthéac 82e · Tallo 84e · Balmont 90e · | Stade du Roudourou, Guingamp Spectateurs : 11 326 Diffuseur : France 4 Arbitrage : Tony Chapron | Stade du Roudourou, Guingamp Spectateurs : 11 326 Diffuseur : France 4 Arbitrage : Tony Chapron |
| 18h45                    | Giresse · Benezet · Erding · Lévêque | Tirs au but 2 - 4    | Boufal · Sidibé · Tallo · Mavuba · Bauthéac          | Stade du Roudourou, Guingamp Spectateurs : 11 326 Diffuseur : France 4 Arbitrage : Tony Chapron | Stade du Roudourou, Guingamp Spectateurs : 11 326 Diffuseur : France 4 Arbitrage : Tony Chapron |

| Mercredi 13 janvier 2016 | Paris Saint-Germain (L1) | 2 - 1   | Olympique lyonnais (L1) |                                                                                              |                                                                                              |
| 21h00                    | Rabiot 17e · Lucas 73e   | (1 - 1) | Tolisso 42e             | Parc des Princes, Paris Spectateurs : 47 267 Diffuseur : France 3 Arbitrage : Benoît Bastien | Parc des Princes, Paris Spectateurs : 47 267 Diffuseur : France 3 Arbitrage : Benoît Bastien |
| 21h00                    | Rapport LFP              |         |                         | Parc des Princes, Paris Spectateurs : 47 267 Diffuseur : France 3 Arbitrage : Benoît Bastien | Parc des Princes, Paris Spectateurs : 47 267 Diffuseur : France 3 Arbitrage : Benoît Bastien |

#### Demi-finales
Le tirage au sort a lieu le 13 janvier, après le dernier match des quarts de finale.
Les demi-finales se déroulent le mardi 26 et le mercredi 27 janvier 2016.
| Mardi 26 janvier 2016 | Lille OSC (L1)                                                          | 5 - 1       | Girondins de Bordeaux (L1) | | |
| 21h00                 | Benzia 7e · Sané 41e (csc) · Soumaoro 45e · Bauthéac 56e · Boufal 90+3e | (3 - 1)     | Chantôme 33e               | Stade Pierre-Mauroy, Villeneuve-d'Ascq Spectateurs : 19 168 Diffuseur : France 2 Arbitrage : Clément Turpin | Stade Pierre-Mauroy, Villeneuve-d'Ascq Spectateurs : 19 168 Diffuseur : France 2 Arbitrage : Clément Turpin |
| 21h00                 | Obbadi 45+1e                                                            | Rapport LFP | Khazri 44e · Sané 51e      | Stade Pierre-Mauroy, Villeneuve-d'Ascq Spectateurs : 19 168 Diffuseur : France 2 Arbitrage : Clément Turpin | Stade Pierre-Mauroy, Villeneuve-d'Ascq Spectateurs : 19 168 Diffuseur : France 2 Arbitrage : Clément Turpin |

| Mercredi 27 janvier 2016 | Paris Saint-Germain (L1)   | 2 - 0       | Toulouse FC (L1) | | |
| 21h05                    | Lavezzi 65e · Di María 72e | (0 - 0)     |                  | Parc des Princes, Paris Spectateurs : 46 897 Diffuseur : France 3 Arbitrage : Amaury Delerue puis Frank Schneider | Parc des Princes, Paris Spectateurs : 46 897 Diffuseur : France 3 Arbitrage : Amaury Delerue puis Frank Schneider |
| 21h05                    | Aurier 69e · Kimpembe 89e  | Rapport LFP |                  | Parc des Princes, Paris Spectateurs : 46 897 Diffuseur : France 3 Arbitrage : Amaury Delerue puis Frank Schneider | Parc des Princes, Paris Spectateurs : 46 897 Diffuseur : France 3 Arbitrage : Amaury Delerue puis Frank Schneider |

#### Finale
La finale se déroule le samedi 23 avril 2016.
| Samedi 23 avril 2016 | Paris Saint-Germain (L1)     | 2 - 1       | Lille OSC (L1) |                                                                                                 |                                                                                                 |
| 21h00                | Pastore 40e · Di María 75e   | (1 - 0)     | Sidibé 49e     | Stade de France, Saint-Denis Spectateurs : 68 640 Diffuseur : France 2 Arbitrage : Ruddy Buquet | Stade de France, Saint-Denis Spectateurs : 68 640 Diffuseur : France 2 Arbitrage : Ruddy Buquet |
| 21h00                | Aurier 18e · Rabiot 46e, 69e | Rapport LFP | Amadou 69e     | Stade de France, Saint-Denis Spectateurs : 68 640 Diffuseur : France 2 Arbitrage : Ruddy Buquet | Stade de France, Saint-Denis Spectateurs : 68 640 Diffuseur : France 2 Arbitrage : Ruddy Buquet |

## Statistiques

### Nombre d'équipes par division et par tour
| Divisions / Manches               | Premier tour (11 rencontres) | Deuxième tour (6 rencontres) | Seizièmes de finale (10 rencontres) | Huitièmes de finale   | Quarts de finale      | Demi- finales         | Finale                |
| --------------------------------- | ---------------------------- | ---------------------------- | ----------------------------------- | --------------------- | --------------------- | --------------------- | --------------------- |
| Ligue 1 (clubs européens) 6 clubs | non présents                 | non présents                 | non présents                        | 6                     | 4                     | 2                     | 1                     |
| Ligue 1 (non-européens) 14 clubs  | non présents                 | non présents                 | 14                                  | 6                     | 4                     | 2                     | 1                     |
| Ligue 2 20 clubs                  | 19                           | 11                           | 6                                   | 4                     | plus d'équipe engagée | plus d'équipe engagée | plus d'équipe engagée |
| National 4 clubs                  | 3                            | 1                            | plus d'équipe engagée               | plus d'équipe engagée | plus d'équipe engagée | plus d'équipe engagée | plus d'équipe engagée |
| Total                             | 22                           | 12                           | 20                                  | 16                    | 8                     | 4                     | 2                     |

### Classement des buteurs
| #  | Buteur            | Club                                 | Buts | Pen | J | TJ  |
| -- | ----------------- | ------------------------------------ | ---- | --- | - | --- |
| 1  | Lakdar Boussaha   | Football Bourg-en-Bresse Péronnas 01 | 6    | 4   | 3 | 450 |
| 2  | Wissam Ben Yedder | Toulouse FC                          | 5    | 0   | 3 | 307 |
| 3  | Alexandre Mendy   | OGC Nice                             | 4    | 0   | 2 | 210 |
| 4  | Loïs Diony        | Dijon FCO                            | 3    | 0   | 3 | 127 |
| 5  | Wesley Jobello    | Clermont Foot 63                     | 3    | 0   | 2 | 120 |
| 6  | 7 joueurs         |                                      | 2    |     |   |     |
| 13 | 82 joueurs        |                                      | 1    |     |   |     |

## Dotations
La dotation versée par la LFP au vainqueur est de 1,72 million d'euros.